# Tübingen
Tübingen je staro univerzitetno mesto z okoli 90.000 prebivalci v zvezni deželi Baden-Württemberg v jugozahodni Nemčiji med rekama Ammer in Neckar. Od glavnega mesta dežele, Stuttgarta, je oddaljen 30 km. Mesto je upravno središče pokrajine in okrožja Tübingen. 
Ime mesta Tübingen je prvič uradno zapisano že v 12. stoletju. Od nekdaj je znano kot izobraževalno središče, saj je v mestu nekaj zelo starih fakultet. Leta 1477 ustanovljena Univerza Eberharda Karla je ena najstarejših univerz v Nemčiji.
V mestu je 30 šol, saj približno 10.000 otrok, mladih in odraslih redno obiskuje šolo. 17 je osnovnih šol, druge so srednje šole. Od leta 2014 je približno ena od treh oseb, ki živijo v Tübingenu, študent ali študentka,  saj je Tübingen staro in sloveče univerzitetno mesto, danes pa tudi sedež Evropske ekološke akademije.
Tübingen se lahko pohvali z mnogimi pevskimi zbori in gledališkimi skupinami, tudi z nočnim življenjem v različnih nočnih klubih. V mestu je veliko slikovitih zgradb iz prejšnjih stoletij.
Najbolj znani prebivalci tukajšnjega okolja so Friedrich Miescher, ki je prvi odkril DNA, Wilhelm Schickard, ki je razvil prvi mehanski računalnik, pa tudi Primož Trubar, avtor prvih slovenskih knjig.

## Geografija
Takoj severno od mesta leži Schönbuch, pogozden naravni park. Švabska Jura se dviga približno 13 kilometrov zračne črte od mesta z Roßbergom (869 m) na jugovzhodu Tübingena.
Reki Ammer in Steinlach se izlivata v Neckar, ki teče skozi mesto južno od srednjeveškega starega mesta v vzhodni smeri. Velik del mesta je hribovit s Schlossbergom in Osterbergom v središču mesta in Schnarrenbergom in Herrlesbergom, ki se dvigata neposredno ob meji s središčem mesta. [3]
Najvišja točka je na okoli 500 m nadmorske višine v bližini Bebenhausna v gozdu Schönbuch, medtem ko je najnižja točka 305 m v dolini Neckar. V bližini botaničnega vrta mestne univerze je v gozdičku, imenovanem Elysium, geografsko središče dežele Baden-Württemberg.
Tübingen je glavno mesto istoimenskega okrožja in istoimenske upravne regije (Regierungsbezirk), pred letom 1973 se je imenovala Südwürttemberg-Hohenzollern.
Tübingen in bližnji Reutlingen (približno 15 km vzhodno) sta dve središči regije Neckar-Alb.
Upravno ni del regije Stuttgart, na severu meji na četrt Esslingen in na zahodu na četrt Böblingen, vendar pa lahko mesto in severni del njegovega okrožja štejemo k tej regiji v širšem regionalnem in kulturnem smislu.

### Okrožja
- Bebenhausen
- Bühl
- Derendingen
- Hagelloch
- Herrlesberg
- Hirschau
- Innenstadt
- Kilchberg
- Kreßbach
- Lustnau
- Österberg
- Pfrondorf
- Südstadt
- Unterjesingen
- Waldhäuser Ost
- Wanne
- Weilheim
- Weststadt

## Prebivalstvo
Leta 1871 je imelo mesto le 16.176 prebivalcev. Po drugi svetovni vojni se je prebivalstvo Tübingena skoraj podvojilo, s približno 45.000 na 88.000, tudi zaradi vključitve prej samostojnih vasi v mesto leta 1970.
Zdajšnji župan Boris Palmer (Zeleni) si je zastavil velikopotezen cilj, povečanje prebivalstva v Tübingenu na 100.000 v naslednjih letih. Da bi to dosegli, bodo v mestu zapolnili vrzeli med stavbami, kar bo omogočalo gradnjo novih hiš; s tem bodo tudi preprečili širjenje mesta in porabo zemljišč, kar naj bi ogrožalo ohranjanje podeželske krajine južne Nemčije. 
| Leto | Prebivalstvo |
| ---- | ------------ |
| 1871 | 16.176       |
| 1880 | 19.378       |
| 1890 | 20.913       |
| 1900 | 23.425       |
| 1910 | 28.499       |
| 1925 | 29.971       |
| 1933 | 34.112       |
| 1939 | 35.963       |
| 1950 | 44.221       |
| 1956 | 51.454       |
| 1961 | 58.768       |
| 1962 | 61.068       |
| 1963 | 61.484       |
| 1964 | 62.454       |
| 1965 | 63.450       |

| Leto | Prebivalstvo |
| ---- | ------------ |
| 1966 | 64.886       |
| 1967 | 65.846       |
| 1968 | 67.054       |
| 1969 | 67.947       |
| 1970 | 66.788       |
| 1971 | 68.231       |
| 1972 | 69.650       |
| 1973 | 70.993       |
| 1974 | 71.175       |
| 1975 | 71.348       |
| 1976 | 71.558       |
| 1977 | 71.820       |
| 1978 | 71.193       |
| 1979 | 72.167       |
| 1980 | 73.132       |

| Leto  | Prebivalstvo |
| ----- | ------------ |
| 1981  | 74.500       |
| 1982  | 74.766       |
| 1983  | 75.013       |
| 1984  | 75.333       |
| 1985  | 75.825       |
| 1986  | 76.122       |
| 1987¹ | 71.701       |
| 1987  | 72.936       |
| 1988  | 76.046       |
| 1989  | 78.643       |
| 2001  | 82.444       |
| 2002  | 82.885       |
| 2003  | 83.137       |

¹ podatki po popisu

## Zgodovina
Območje je bilo verjetno prvič naseljeno v 12. tisočletju pred našim štetjem. Rimljani so pustili sledi leta 85, ko so zgradili limes, obmejni zid ob reki Neckar. Tübingen sam izvira iz 6. ali 7. stoletja, ko je bilo območje poseljeno z Alemani. Nekateri celo trdijo, da so se v bitki za Solicinium borili na gori Spitzberg v Tübingenu leta 367, čeprav ni nobenega dokaza za to.
Tübingen se prvič pojavi v uradnih evidencah leta 1191, lokalni grad Hohentübingen ima zapise, ki segajo do leta 1078, ko ga je oblegal nemški kralj Henrik IV.
Leta 1146 je grof Hugo V. (1125–1152) postal pfalški grof kot Hugo I., ki je določil Tübingen za središče okrožja Pfalzgrafen von Tübingen. Od leta 1231 je bil Tübingen civitas, kar kaže, da je imel priznane državljanske svoboščine in sodni sistem.
Leta 1262 je papež Aleksander IV. v Tübingenu ustanovil avguštinski samostan, leta 1272 frančiškanski samostan. Slednji je obstajal do vojvode Ulricha Würtemberškega, ki ga je leta 1535 razpustil zaradi protestantske reformacije, ki  je bila sprejeta v vojvodini Württemberg. Leta 1300 je bila ustanovljena latinska šola (današnja Uhland-Gymnasium).
Leta 1342 je bilo pfalško okrožje prodano Ulrichu III., grofu Württemberškemu, in vključeno v grofijo Württemberg.
Med letoma 1470 in 1483 je bila zgrajena kolegijska cerkev svetega Jurija. Kmalu se ji je ponudila priložnost za najpomembnejši dogodek v zgodovini Tübingena: ustanovitev Univerze Eberharda Karlsa, ki jo je leta 1477 ustanovil vojvoda Eberhard im Bart iz Württemberga in je ena najstarejših univerz v srednji Evropi. Kmalu je postala znana kot najvplivnejša za učenje v Svetem rimskem cesarstvu, še posebej za teologijo (protestantska fakulteta, Tübinger Stift, je bila ustanovljena leta 1535 v nekdanjem avguštinskem samostanu). Danes je univerza še vedno največji vir dohodka za mesto in ena največjih univerz v Nemčiji z več kot 22.000 študenti.
Med letoma 1622 in 1625, med tridesetletno vojno, je Katoliška liga zasedla luteranski Württemberg. Poleti leta 1631 je bilo mesto napadeno. Leta 1635/36 je mesto prizadela kuga. Leta 1638 so Tübingen zavzeli švedski vojaki. Proti koncu vojne so od 1647 do 1649 mesto zasedle francoske čete.
Leta 1789 je del starega mesta pogorel, vendar so ga obnovili v izvirnem slogu. Leta 1798 je Johann Friedrich Cotta v Tübingenu ustanovil Allgemeine Zeitung, vodilni časopis v začetku 19. stoletja v Nemčiji. Od 1807 do 1843 je v Tübingenu v stolpu s pogledom na Neckar živel pesnik Friedrich Hölderlin.
V obdobju nacizma je bila v Kristalni noči 9. novembra 1938 požgana sinagoga. Med drugo svetovno vojno mesto v glavnem ni bilo poškodovano, predvsem zaradi mirovne pobude lokalnega zdravnika Theodorja Doblerja. Zasedla ga je francoska vojska in postal je del francoske cone. Od leta 1946 do 1952 je bil Tübingen središče novoustanovljene države Württemberg-Hohenzollern, preden je nastala Baden-Württemberg z združitvijo z Badnom, Württemberg-Badnom in Württemberg-Hohenzollernom. Francoski vojaki so imeli posadko na jugu mesta do konca hladne vojne v 1990-ih.
V šestdesetih letih je bil Tübingen leta 1968 eno od središč nemškega študentskega gibanja in protestov. Od takrat imajo leva in zelena politična stališča. Nekateri radikalni študenti so podprli levičarsko teroristično skupino Frakcija rdeče armade (Rote Armee Fraktion) z dejavno članico Gudrun Ensslin, študentko od 1960 do 1963.
Še nedavno, leta 1950, je bil Tübingen močno socialno-ekonomsko razdeljeno mesto z revnimi lokalnimi kmeti in obrtniki, ki so živeli ob Stadtgrabnu, ter študenti in akademiki, ki so prebivali okoli Alte Aula in Burse, stare univerzitetne zgradbe. Na Cottahausu visi znak, ki spominja na nekajtedensko bivanje Goetheja, ko je obiskal svojega založnika. Ta preprosta stavba ima navaden znak z besedami Hier kotzte Goethe (dobesedno: "Tukaj je bruhal Goethe").
V drugi polovici 20. stoletja je bilo upravno območje Tübingena razširjeno  in je vključevalo več odročnih majhnih naselij in vasi. Najbolj znana vas med njimi je Bebenhausen okoli gradu in samostana Bebenhausen, cistercijanskega samostana okoli 3 km severno od Tübingena.

## Splošno
Leta 2011 je imelo mesto 89.000 prebivalcev. V njem je približno 25.800 študentov. Tübingen najbolje opišemo kot mešanico starega in uglednega akademskega okusa z liberalnimi in zelenimi politiki na eni strani in tradicionalno nemško študentsko bratovščino na drugi strani, kmečko okolico in   luteransko-pietističnimi značilnostmi, kot so varčevanje in protestantska delovna etika, tradicionalne prvine, kot sta skromnost in urejenost. V mestu so ob reki Neckar številne slikovite zgradbe iz prejšnjih stoletij.
Leta 1995 je nemški tednik Focus objavil raziskavo, po kateri naj bi Tübingen imel najvišjo kakovost življenja v vseh mestih v Nemčiji. Dejavniki, ki so bili upoštevani, so vključevali infrastrukturo, vključevanje kolesarskih stez v cestni sistem, javni prevoz, ki povezuje okoliške hribe in doline, poznovečerne storitve, dele mesta, urejene za pešce, pešcone starega mestnega jedra, druge dobrine in kulturne prireditve, ki jih ponujajo univerze. Tübingen je mesto z najmlajšo povprečno starostjo prebivalstva v Nemčiji.

## Znamenitosti
V osrednjem Tübingenu se reka Neckar na kratko razdeli v dva tokova, ki oblikujeta podolgovat otok Neckarinsel, ki slovi po visokih platanah,  nekatere so stare več kot 200 let. Pešci lahko pridejo na otok po stopnicah na ožjih koncih, ki vodijo navzdol od dveh mostov, ki prečkata Neckar. Poleti je otok občasno prizorišče koncertov, gledaliških in literarnih branj. Vrsta zgodovinskih hiš po eni strani podolgovatega otoka se imenuje Neckarfront in vključuje hišo s sosednjim stolpom, v katerem je zadnjih 36 let svojega življenja preživel  pesnik Friedrich Hölderlin in se boril z duševno nestabilnostjo.
Staro mesto je preživelo drugo svetovno vojno zaradi pomanjkanja težke industrije. Znamenitosti Tübingena so njegove ukrivljene tlakovane steze, ozke stopnice, ki se vijejo po hribovitem terenu, ulice s kanali in urejenimi tradicionalnimi hišami predalčne lesene gradnje.
Mestne znamenitosti so: Mestna hiša na Mestnem trgu (Marktplatz) in grad Hohentübingen, zdaj del tübengenške univerze. Osrednja znamenitost je samostanska cerkev. Skupaj s preostalim delom mesta je ena prvih, ki je bila preoblikovana v protestantsko cerkev Martina Lutra. Ohranja (in skrbno brani) več "rimskokatoliških" značilnosti, kot so svetniki zaščitniki. Pod Mestno hišo je mirna stanovanjska ulica z imenom Judovska ulica (Judengasse), nekdanja judovska soseska Tübingena (mestni Judje so bili izgnani leta 1477). Na vogalu je plošča v spomin na njihovo usodo.
Središče Tübingena je kraj tedenskih in sezonskih dogodkov z rednimi tržnimi dnevi na Holzmarktu ob strani samostanske cerkve (Stiftskirche) in na Mestnem trgu pri Mestni hiši, kot so kino na prostem pozimi in poleti, praznična jesen, božični trg ter največji evropski afro-brazilski festival.
Študenti in turisti prihajajo poleti tudi k reki Neckar v pivnice ali čolnarijo. Stocherkahn je vrsta čolna z drogom za do 20 ljudi. Drugi četrtek v juniju vsi čolni sodelujejo na večji dirki.
Samostan Bebenhausen je v vasi Bebenhausen v okrožju Tübingen ob kraku romarske poti svetega Jakoba, ki se začne tu in teče skozi Tübingen.

## Kultura
Tübingen ima pomembno kulturno in nočno življenje. Poleg veliko uradnih in neuradnih univerzitetnih dogodkov, kot je predstavitev univerzitetnega uradnega pesnika osebam, ki so jih gostila študentska združenja posameznih fakultet, se mesto lahko pohvali z več zbori, gledališkimi in nočnimi klubi. V Kunsthalle (likovna razstavna dvorana) na območju "Wanne" so vsako leto dve ali tri mednarodne razstave.

## Pomembni meščani
Opazni prebivalci Tübingena in strokovnjaki so: pesniki Friedrich Hölderlin, Eduard Mörike in Ludwig Uhland, nevrolog Alois Alzheimer, po katerem je Alzheimerjeva bolezen dobila ime, Friedrich Miescher, ki je prvi odkril nukleinsko kislino, in Wilhelm Schickard, iznajditelj predhodnika mehanskega kalkulatorja, ki se je rodil v bližnjem Herrenbergu. Georg Wilhelm Friedrich Hegel, Friedrich Wilhelm Joseph Schelling, David Friedrich Strauss in Johannes Kepler so študirali v Tübingenu na Tübinger Stift, Joseph Alois Ratzinger (papež Benedikt XVI.) je imel katedro dogmatične teologije na univerzi. Hermann Hesse je delal v Tübingenu kot knjigarnar pripravnik od leta 1895 do 1899. Najbolj znan skladatelj Tübingena je Friedrich Silcher, ki je bil glasbeni direktor univerze od 1817 do 1860. Puščavski umetnik Carl Eytel je študiral gozdarstvo v Tübingenu, preden se je leta 1885 izselil v Ameriko in sčasoma naselil v Palm Springsu v Kaliforniji.
Tübingen je tudi dom znanstvenikov mednarodnega slovesa, kot so filozofa Ernst Bloch in Immanuel Hermann von Fichte, teolog Hans Küng, pravnik Gerhard Anschütz, znan avtor Walter Jens, tudi Christiane Nüsslein-Volhard. Slovenski begunec, protestantski pridigar Primož Trubar, ki je izdal prvi knjigi v slovenskem jeziku in je ključni združevalec slovenske identitete, je živel v Tübingenu in njegovem predmestju  Derendingen, kjer je tudi pokopan. Lutrov spremljevalec Philipp Melanchthon,  Praeceptor Germaniae (učitelj Nemčije), je študiral tukaj od 1512 do 1514.
Nekdanji predsednik Nemčije Horst Köhler je tübingenski diplomant, kot je nekdanji nemški kancler Kurt Georg Kiesinger. Nobelov nagrajenec in humanitarec Albert Schweitzer je objavil svojo doktorsko disertacijo v Tübingenu leta 1899.
Tübingen je tudi rojstni kraj nekdanjega športnika  Dieterja Baumanna, zmagovalca na 5000 m na poletnih olimpijskih igrah leta 1992. Leta 1990 je nagrajena izraelska odvetnica za človekove pravice Felicia Langer sprejela učiteljski položaj v Tübingenu in od takrat živi tu.

## Visoke šole
Univerza Eberharda Karlsa v Tübingenu izvira iz leta 1477 in je med najstarejšimi v Nemčiji. Mesto je gostilo tudi več raziskovalnih inštitutov, tudi Inštitut Maxa Plancka za biološko kibernetiko, Inštitut Maxa Plancka za razvojno biologijo, Inštitut Maxa Plancka za inteligentne sisteme, Laboratorij Friedricha Miescherja (prej Inštitut za biologijo Maxa Plancka) in Hertie-Inštitut za klinično raziskovanje možganov. Univerza ima tudi lep botanični vrt.

## Pobratena mesta
Tübingen je pobraten z mesti:
| - Monthey, Švica, od 1959 - Aix-en-Provence, Francija, od 1960 - Ann Arbor, Michigan, ZDA, od 1965 - Durham, Združeno Kraljestvo, od 1969 - Aigle, Švica, od 1973 | - Petrozavodsk, Rusija, od 1989 - Perugia, Italija, od 1994 - Villa El Salvador, Peru, od 2006 - Kilchberg, Zürich, Švica, samo okrožje Kilchberg (Tübingen), od 1956 - Kingersheim, Francija, samo okrožje Hirschau (Tübingen), od 1963 |

Novembra 2009 je mestni svet Tübingena glasoval za pogovore z mestom Moshi v Tanzaniji, ki naj bi postalo 11. pobrateno mesto.
Zaradi zavzemanja za mednarodno partnerstvo je Svet Evrope leta 1965 [10] podelil nagrado Evrope Tübingenu in Aix-en-Provence. Predanost evropskemu razumevanju se kaže tudi v poimenovanju več ulic in trgov, tudi velik Europaplatz (Evropski trg) zunaj železniške postaje.